# Enfilada (arquitectura)

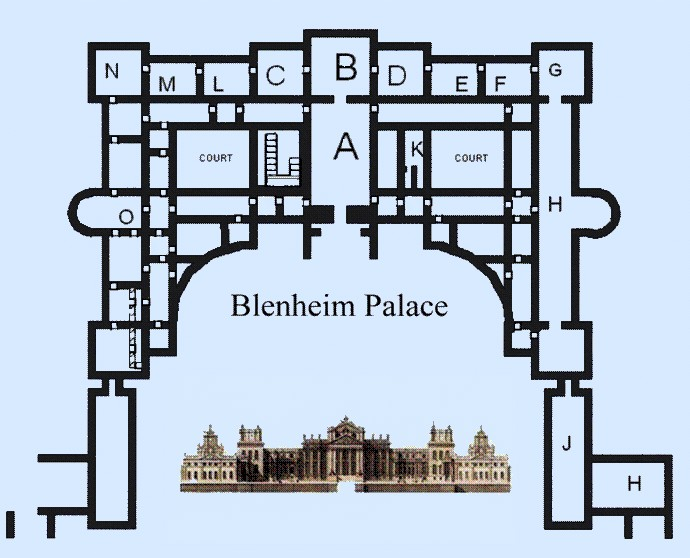
Blenheim Palace, Oxfordshire: una enfilada de nueve salas de estado se extiende a lo largo del palacio (marcadas desde la "N" a la "G", en la parte superior de la figura) - nótese la alineación de las puertas entre las habitaciones

En arquitectura, una enfilada es una sucesión de habitaciones formalmente alineadas entre sí. Esta fue una característica común en la gran arquitectura europea desde el período barroco en adelante, aunque hay ejemplos anteriores, como las estancias del Vaticano. Las puertas que permiten acceder a cada habitación están alineadas con las puertas de las habitaciones conectadas a lo largo de un solo eje, proporcionando una vista a través del conjunto entero de habitaciones. La enfilada puede ser utilizada como ruta procesional y es una disposición común en museos y galerías de arte, ya que facilita el movimiento de un gran número de personas a través de un edificio.

## Palacios barrocos

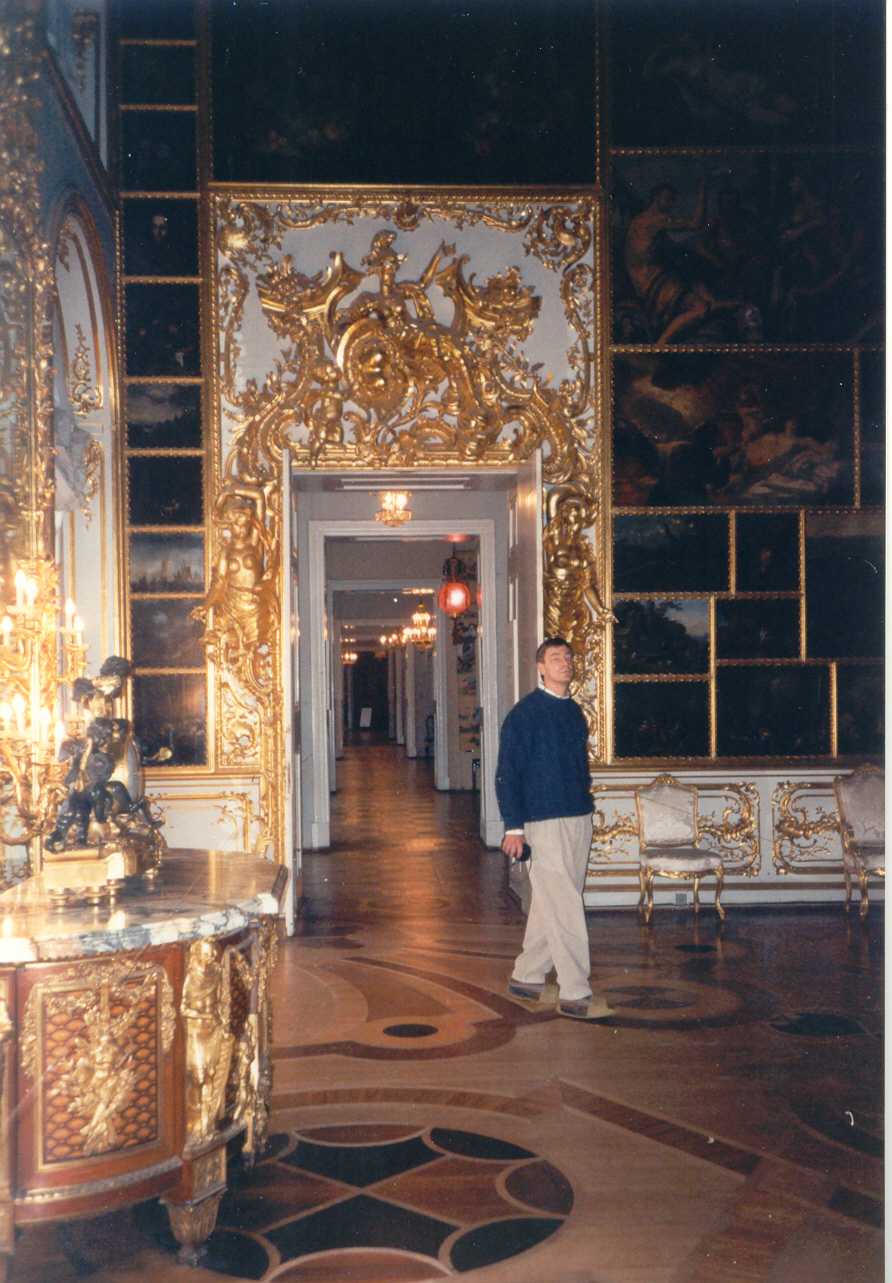
Vista a través de una enfilada en el palacio en San Petersburgo

En un palacio barroco, el acceso a través de una enfilada de habitaciones de estado estaba restringido habitualmente según fuera el grado o intimidad del visitante. Las primeras habitaciones eran las más públicas, y por lo general al final estaba el dormitorio, a veces con un gabinete íntimo o tocador más allá. El protocolo barroco dictaba que los visitantes de menor rango que su anfitrión, debían ser escoltados por sirvientes en la enfilada hasta la habitación más lejana permitida por su condición. Si el visitante era de rango igual o superior, el anfitrión avanzaría por la enfilada para encontrarse con su huésped, antes de llevar al visitante de regreso.
Al partir, se observaría el mismo ritual, aunque el anfitrión podría agasajar a su huésped llevándolo de vuelta más allá de lo que su rango estrictamente dictaba. Si era una persona de rango mucho más alto la que visitaba, estos rituales se extendían más allá de la enfilada hasta el vestíbulo, las puertas del palacio o incluso más allá (en las modernas visitas de estado hasta el aeropuerto).
Las memorias y cartas de la época a menudo señalan los detalles exactos de dónde se produjeron los encuentros y separaciones, incluso si estaban en el centro de la habitación o en la puerta.

## Palacios reales
Los palacios reales tenían a menudo enfiladas separadas para los apartamentos del rey y de la reina, como en el palacio de Versalles, con el grand appartement du roi y el grand appartement de la reine (sin mencionar el petit appartement du roi), o en el palacio de Hampton Court. Estas suites también se utilizaron para entretener.
Las casas de los nobles, especialmente si se esperaba una visita oficial del monarca, también solían tener suites en enfilada, como en la Chatsworth House, palacio de Blenheim, el castillo de Louveciennes o la Boughton House. Para la nobleza resultaba esencial cuidar y difundir su cercanía a la monarquía, y en previsión de una visita real se acometían costosas obras de reforma y ornamento para habilitar salas enfiladas que expresasen la magnificencia y buen gusto de los anfitriones. Los dormitorios de tales suites a menudo solo se usaban para dormir en las visitas reales, aunque, como muchas otras grandes habitaciones antes del siglo XIX, podían ser utilizadas para otros fines. Otras enfiladas culminaban en una habitación usada como sala del trono. El palacio de Westminster, que se muestra a continuación, entra en esta categoría, ya que el monarca se sienta en el trono en la cámara de la Cámara de los Lores solamente durante la apertura del Estado del Parlamento.

## Palacio de Westminster

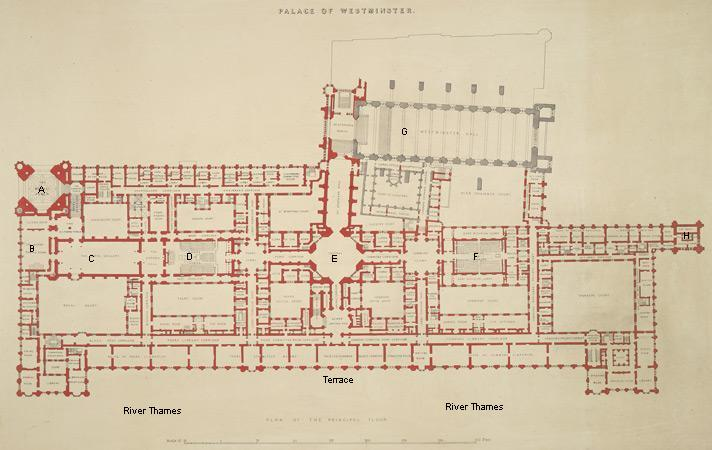
En el Palacio de Westminster hay una vista ininterrumpida desde la Cámara de los Pares (D), a través del Lobby Central (E) hasta la Cámara de los Comunes (F).

El palacio de Westminster de sir Charles Barry, más comúnmente conocido como las Houses of Parliament, tiene una enfilada de tres apartamentos reales que continúa a través de las dos Cámaras legislativas de los Lores y de los Comunes. La enfilada de las State Rooms presenta una vista desde la Sala Robing y la Galería Real —B y C, en el plano de la derecha— hasta la Cámara del Príncipe. Desde el trono en la adyacente Cámara de los Lores (D) hay una vista ininterrumpida a través de tres lobbies —el de los Lores, el Central, y el Members' Lobby— hasta la Speaker's Chair en la Cámara de los Comunes en el otro extremo del palacio. (El Lobby de los Lores y el Lobby de los Miembros son los espacios redondos y cuadrados a la izquierda y a la derecha de E en la planta).

## National Gallery, Londres
Barry también usó una serie de enfiladas en su ampliación de la Galería Nacional de Londres, construido como una galería de arte. Se han ampliado y agregado a la reciente  ala Sainsbury (a pesar de que el ala que está en un ángulo con el edificio anterior), de modo que ahora la visión de la enfilada más larga atraviesa quince cuartos.
- Wikimedia Commons alberga una categoría multimedia sobre Enfilade.